# Saalkreis
Saalkreis is een voormalig district (Landkreis) in de Duitse deelstaat Saksen-Anhalt. Het had een oppervlakte van 628,29 km² en een inwoneraantal van 76.742 (31-05-2005). Het district is tijdens de tweede herindeling van Saksen-Anhalt op 1 juli 2007 opgegaan in het nieuw opgerichte district Saalekreis.

## Steden
De volgende steden liggen in het district:
- Kabelsketal
- Landsberg
- Löbejün
- Wettin